# Sender Adelsheim
Der Sender Adelsheim war eine Rundfunksendeeinrichtung für Mittelwelle und Fernsehprogramme in Adelsheim auf dem Eckenberg oberhalb des gleichnamigen Gymnasiums. Er verwendete als Sendeantenne für Mittelwelle eine Langdrahtantenne, die an einem freistehenden Stahlfachwerkturm befestigt war, welcher auch die Fernsehsendeantennen des Umsetzers trug. Der Mittelwellensender, welcher auf 1485 kHz mit einer Sendeleistung von 200 W arbeitete, wurde im November 1993 stillgelegt. Der Fernsehsender folgte im Zuge der Umstellung auf DVB-T. Heute dient die Anlage nur noch dem Mobilfunk.

## Frequenzen und Programme

### Analoges Fernsehen (PAL)
Vor der Umstellung auf DVB-T wurden von diesem Sendestandort folgende Programme ausgestrahlt:
| Kanal | Frequenz (MHz) | Programm                        | ERP (kW) | Sendediagramm rund (ND)/ gerichtet (D) | Polarisation horizontal (H)/ vertikal (V) |
| ----- | -------------- | ------------------------------- | -------- | -------------------------------------- | ----------------------------------------- |
| 6     | 182,25         | Das Erste (SWR)                 | 0,01     | D                                      | H                                         |
| 22    | 479,25         | ZDF                             | 0,048    | D                                      | H                                         |
| 43    | 647,25         | SWR Fernsehen Baden-Württemberg | 0,048    | D                                      | H                                         |